# Gounfan
Gounfan is een gemeente (commune) in de regio Kayes in Mali. De gemeente telt 7000 inwoners (2009).